# Sistema de transmissió elèctrica Hydro-Québec

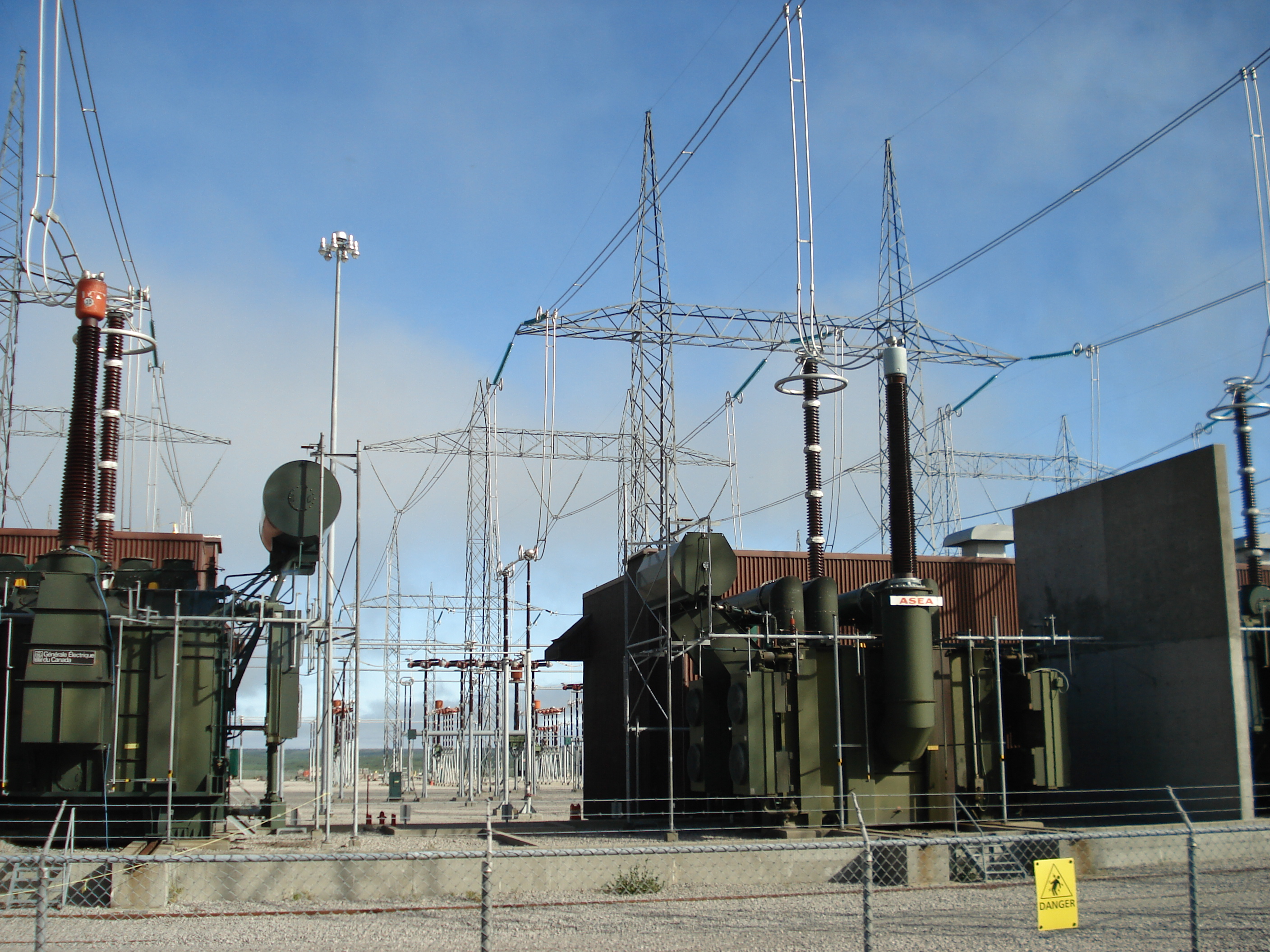
Subestació de 735 kV prop de l'estació generadora de Robert-Bourassa

El Sistema de transmissió d'electricitat Hydro-Québec és un sistema internacional de transmissió d'energia amb seu al Quebec, Canadà. El sistema és pioner en l'ús línies d'alta tensió de 735 kV de corrent altern (AC) que uneixen a les poblacions de Mont-real i la ciutat de Quebec amb estacions hidroelèctriques a gran distància com la presa Daniel-Johnson, el James Bay Project en el nord-oest de Quebec i l'estació d'energia de Churchill Falls a la regió de Labrador.

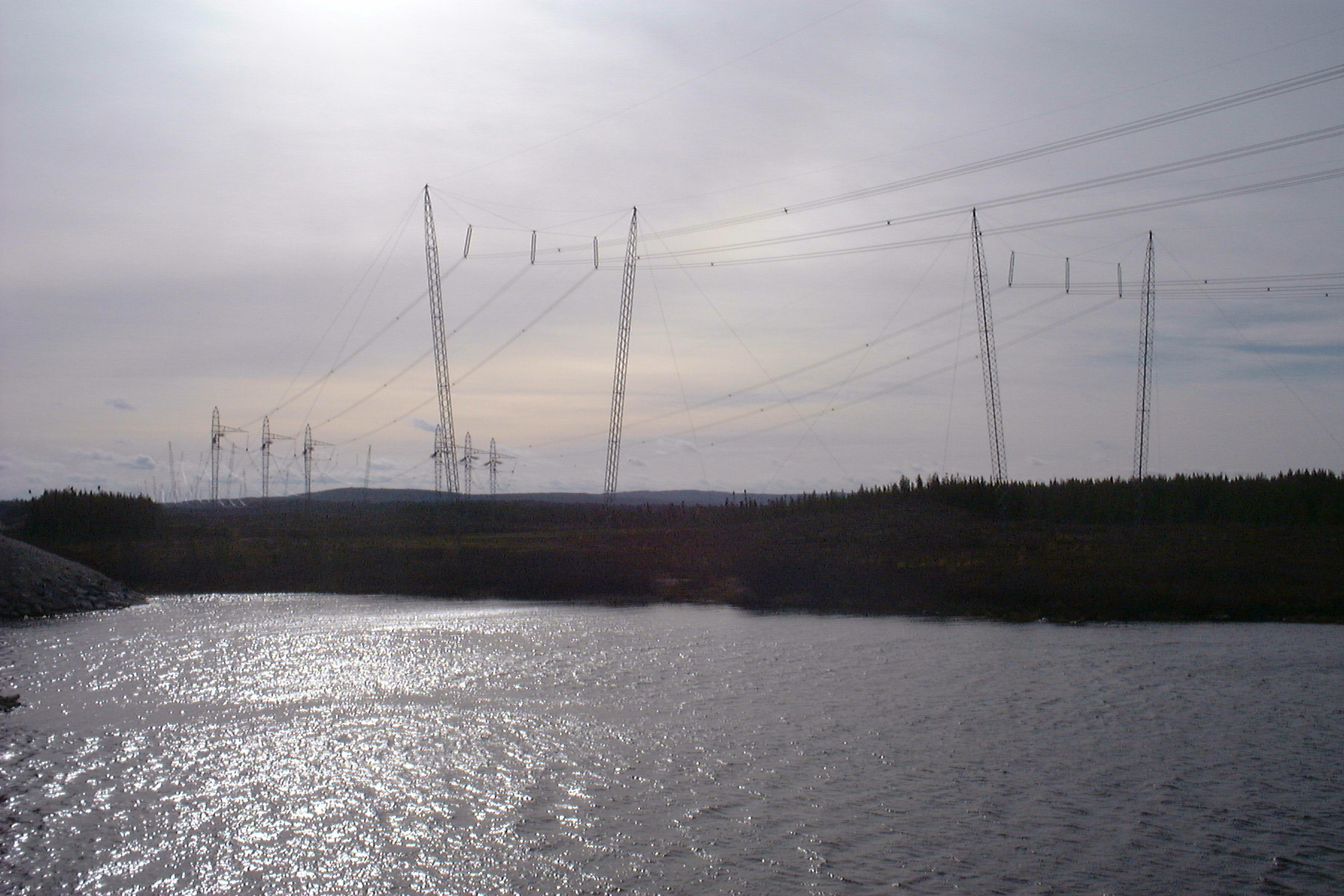
L'Encreuament "Chainette" ("petit collaret") suspèn les torres usades en algunes parts de línies de 735 kV entre el complex hidroelèctric James Bay i Mont-real.

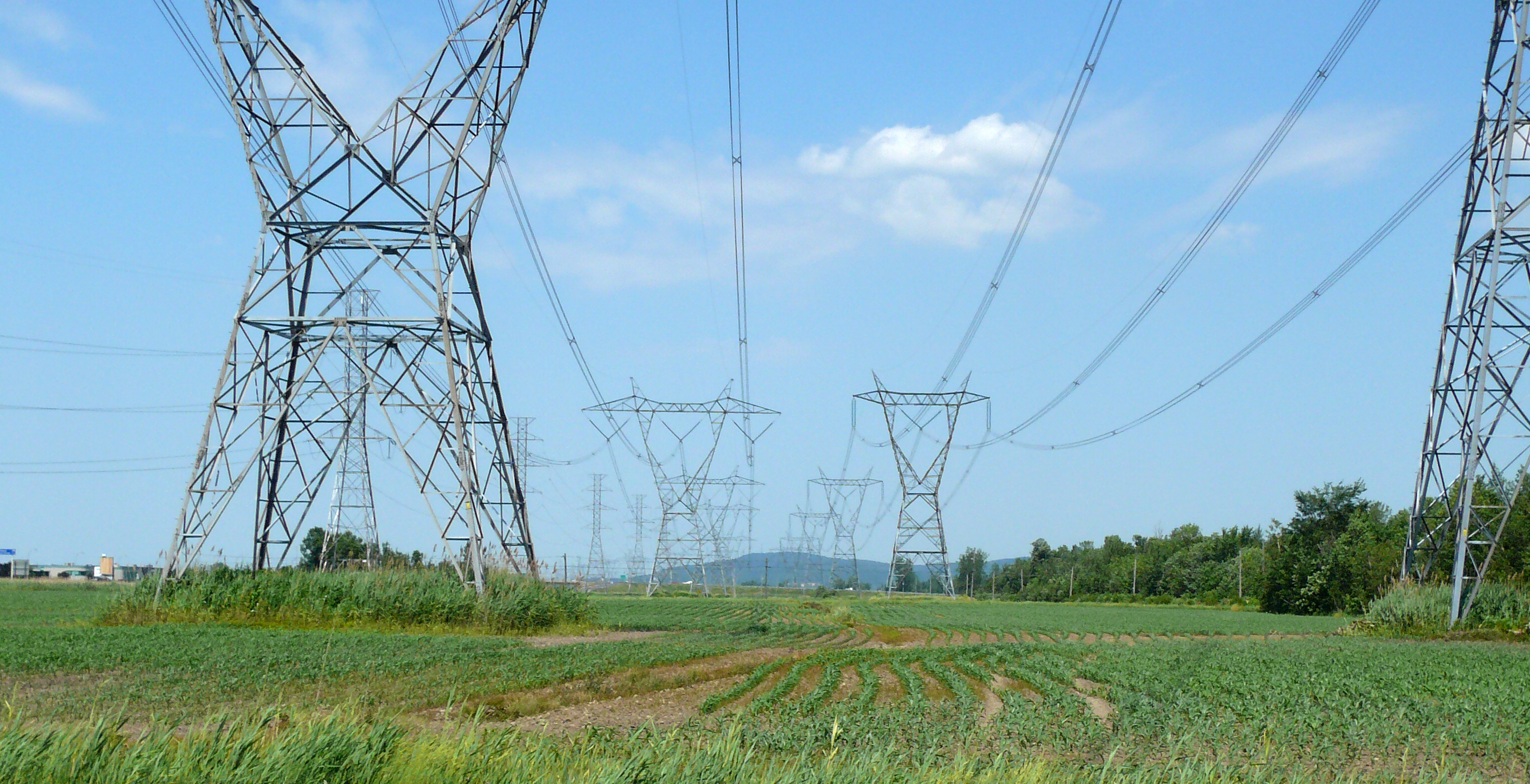
Dos tipus de torres Delta de circuits individuals de 735 kV prop de Saint-Jean-sud-Richelieu paral·lels per una línia de circuit dual de 315 kV. La línia central de 735 kV usa una versió més gran de les torres Delta mentre que la de la dreta usa una més nova.

El sistema conté més de 34.187 quilòmetres de línies i 530 subestacions elèctriques. És administrat per Hydro-Québec TransÉnergie, una divisió de la corporació de la corona (crown corporation) Hydro-Québec i és part del "Northeast Power Coordinating Council" (Consell de coordinació d'energia del nord-est). El sistema té 15 interconnexions amb els sistemes d'Ontario, Nova Brunswick i el Nord-oest dels Estats Units d'Amèrica i 6.025 MW the capacitat d'importació per interconnexió així com 7.974 MW de capacitat d'exportació per interconnexió.
Gran part de l'expansió de la xarxa va començar amb la comissió de la línia d'alta tensió de 735 kV (AC) el 1965, ja que existia la necessitat de transmissió d'electricitat a llargues distàncies del nord al sud del Quebec.
Molta de la població del Quebec és proveïda per algunes línies d'alta tensió de 735 kV. Això ha contribuït a la serietat de talls d'energia seguits de la tempesta de gel nord-americana de 1998. L'extensió i durada d'aquesta apagada té un criticisme generat pel sistema de transmissió i existeix controvèrsia a causa de l'ús de preses hidroelèctriques.

#### Ruta

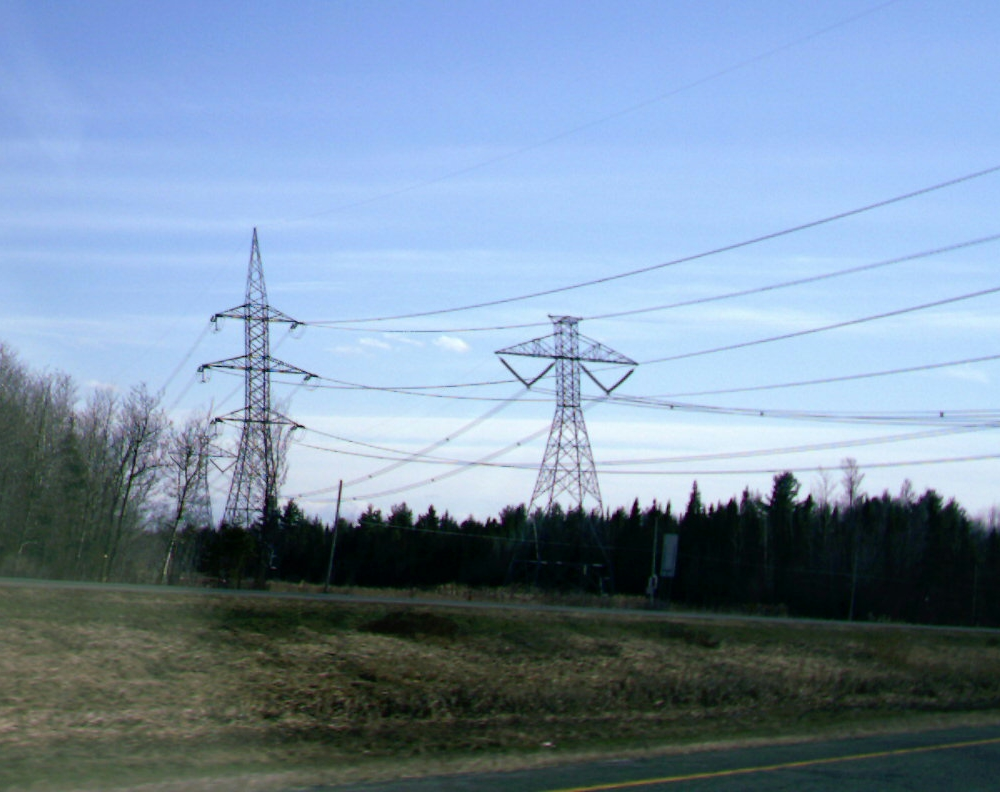
Línia d'alt voltatge 450 kV de corrent continu (AVCD) de costat dret en el costat Sud d'Autopista 20 a l'Est de l'estació Nicolet.

### Tempesta de gel de 1998

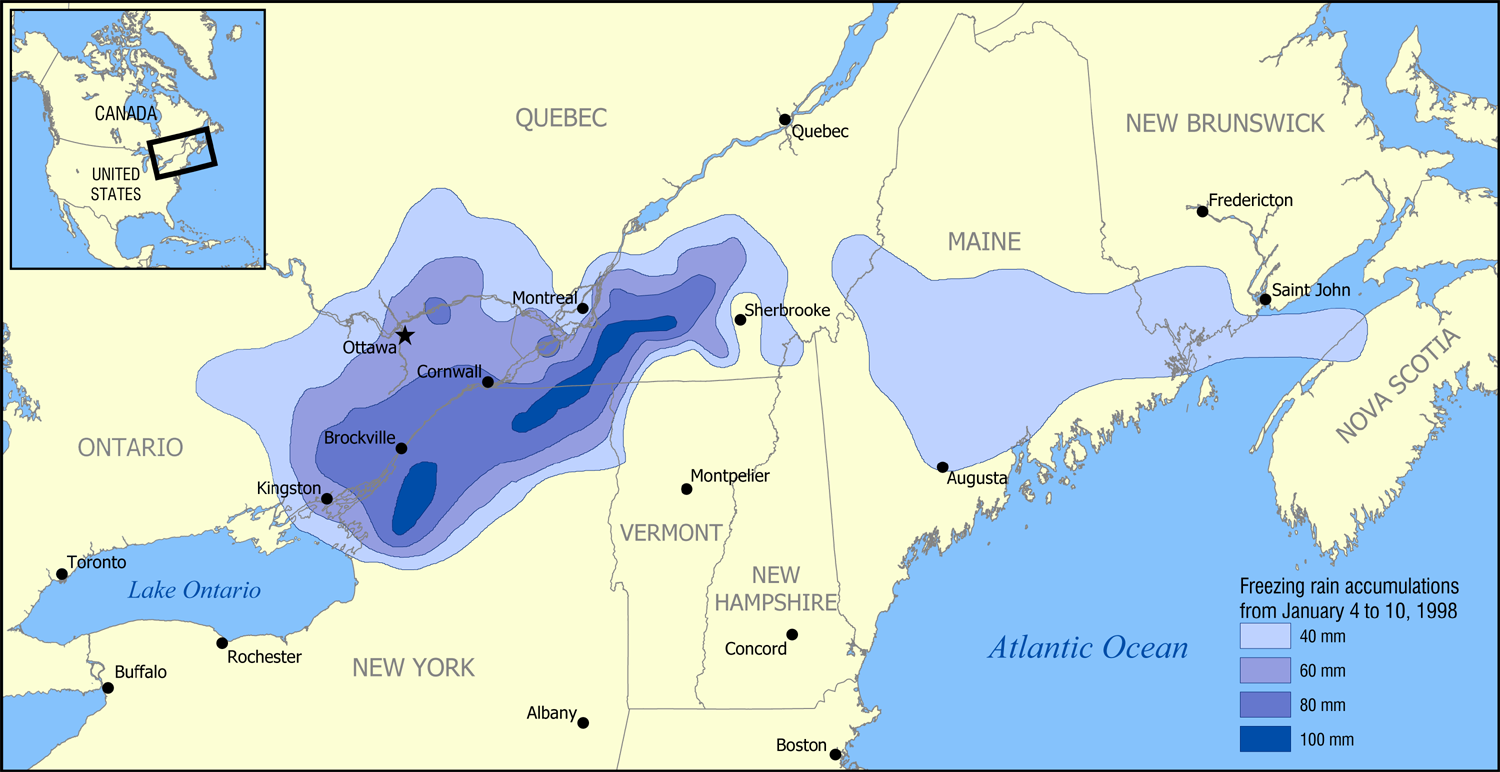
Mapa ensenyant les quantitats de precipitació al Quebec i el Nord-est dels Estats Units.

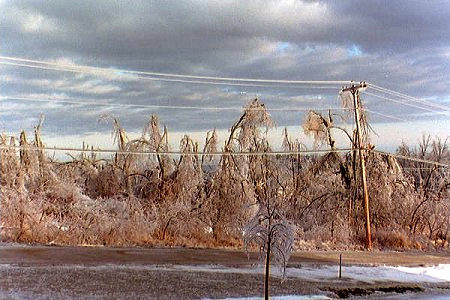
Danys en arbres i a la línia de distribució d'energia.

## Història

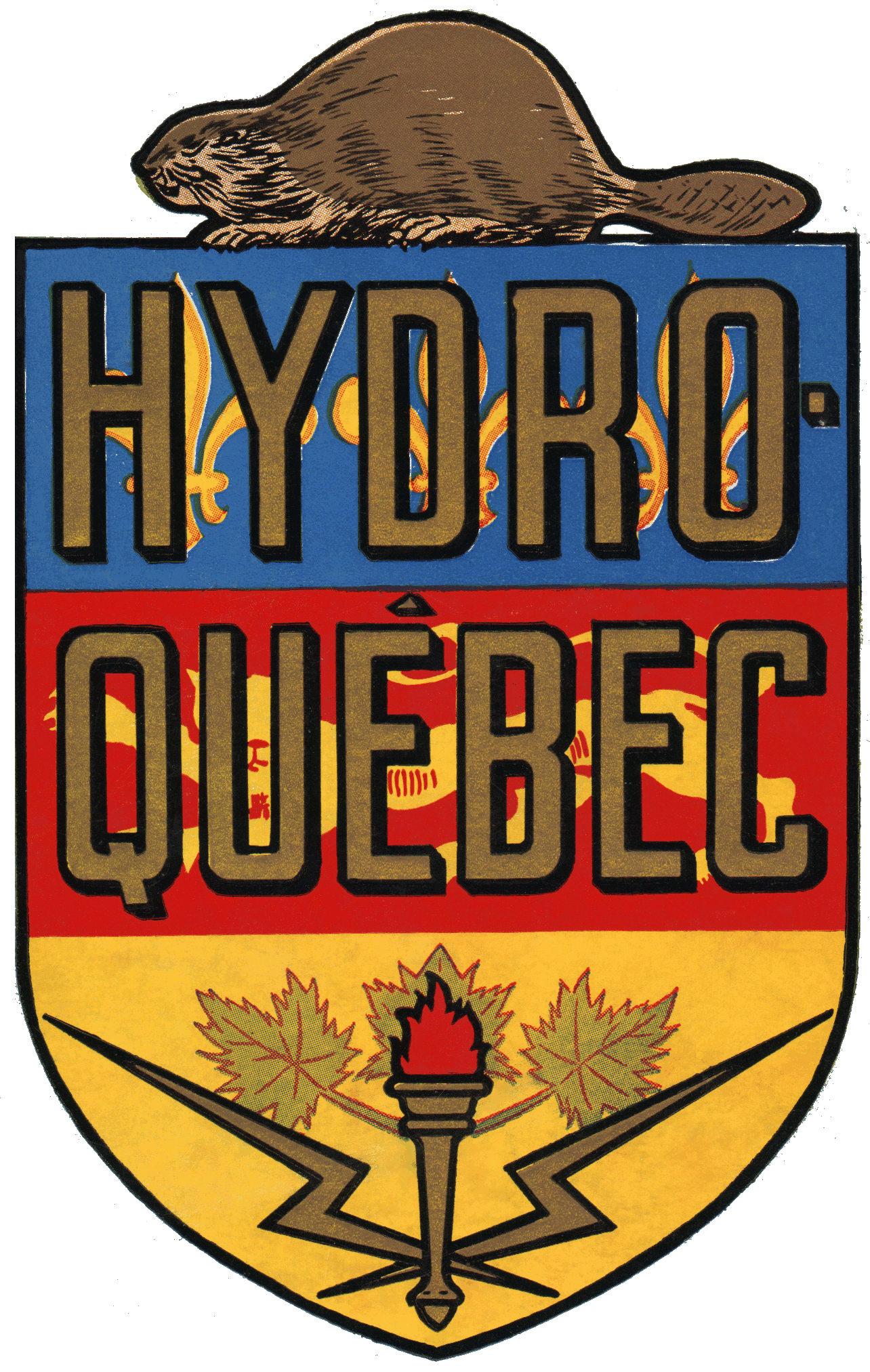
go d'Hydro-Québec (1944-1960)

Les primeres estacions hidroelèctriques al Quebec van ser construïdes per empresaris privats a finals dels 1800. El 1903 la primera línia de transmissió d'alta tensió de llarga distància a l'Amèrica del Nord va ser construïda, una línia de 50 kV connectant l'estació de Shawinigan amb Mont-real, a 135 km de distància entre elles. En la primera meitat dels 1900, el mercat era dominat per monopolis regionals el servei dels quals era públicament criticat. En resposta, el 1944 el govern provincial va crear Hydro Quebec de l'expropiació de Mont-real Light, Heat & Power.
El 1963 Hydro-Québec va comprar les accions de gairebé totes les companyies privades d'energia restants del Quebec i va prendre la construcció del complex hidroelèctric Manicouagan-Outardes. Per transmetre la producció anual del complex d'aproximadament 30 bilions kWh sobre una distància de gairebé 700 km, Hydro-Québec va haver d'innovar. Seguit de Jean-Jacques Archambault es va convertir en la primera empresa al món a transmetre electricitat a 735 kV en comptes de 300-400 kV el que era l'estàndard al món en aquell moment. El 1962, Hydro-Québec va procedir amb la construcció de la primera línia d'alta tensió de 735 kV al món. La línia, anant des de la presa Manic-Outardes fins a la subestació Levis, va començar a proveir els seus serveis el 29 de novembre de 1965.
En els següents 20 anys, des de 1965 a 1985, el Quebec va passar per una massiva expansió de la xarxa d'energia de 735 kV i de la seva capacitat generadora hidroelèctrica. Hydro-Québec Équipment, una altra divisió d'Hydro-Québec, i Société d'énergie de la Baie James va construir aquestes línies de transmissió, subestacions elèctriques i estacions generadores. La construcció del sistema de transmissió d'energia per a "La Gran Phase One" (primera gran fase), part del James Bay Project, va ocupar 12.500 torres, 13 subestacions elèctriques, 10.000 quilòmetres de cable i 60.000 quilòmetres de conductor elèctric a un cost ajustat de C$ 3,1 bilions (dòlars canadencs). En menys de 4 dècades, la capacitat generadora d'Hydro-Québec pas de 3.000 MW el 1963 a gairebé 33.000 MW el 2002, amb 25.000 MW d'aquesta energia enviada a la població en línies d'alta tensió de 735 kV.

## Fonts d'electricitat

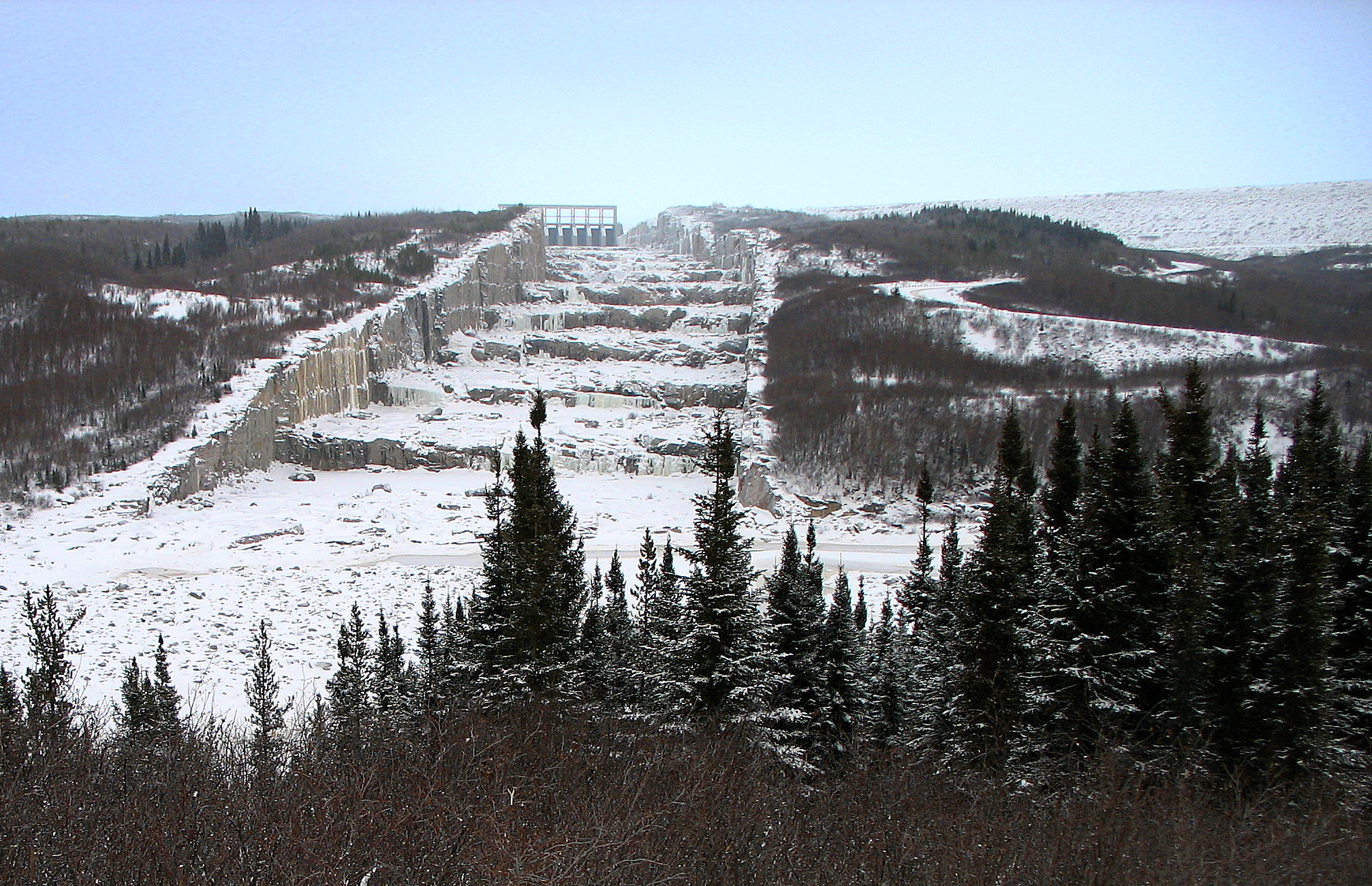
El sobreeixidor de la Presa de Robert-Bourassa (anteriorment Presa La Grande-2), una de les moltes preses hidroelèctriques que subministren energia a la regió de Mont-real, la ciutat de Quebec, i el nord-est dels Estats Units

### Línies d'Alta Tensió de 735 / 765 kV AC

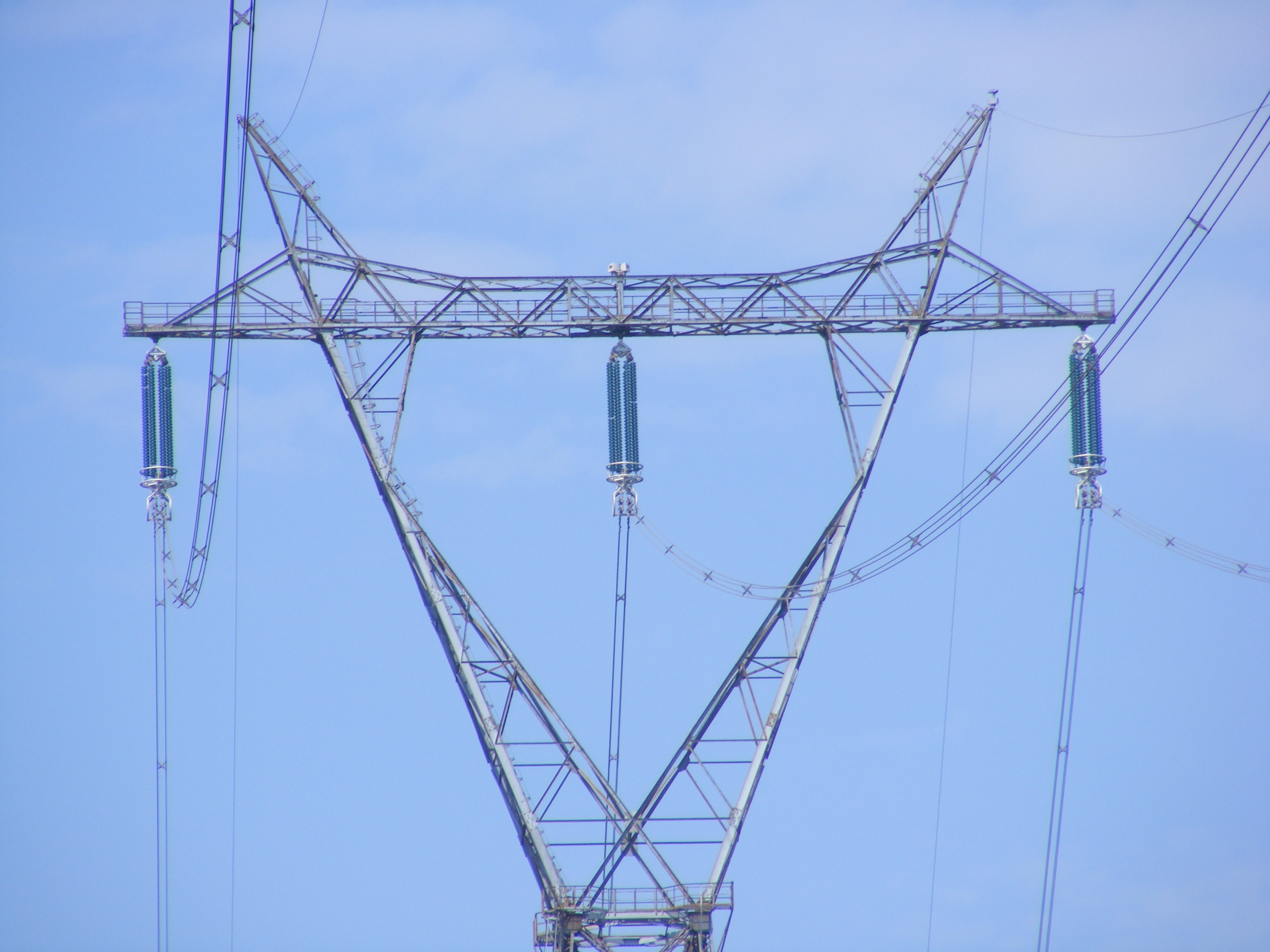
Una torre elèctrica de Maw West de línies d'alta tensió 735 kV d'Hydro-Québec TransÉnergie, recognoscible pels espaiadors en figura de X separant els tres sets de 4 conductors.

#### Rutes

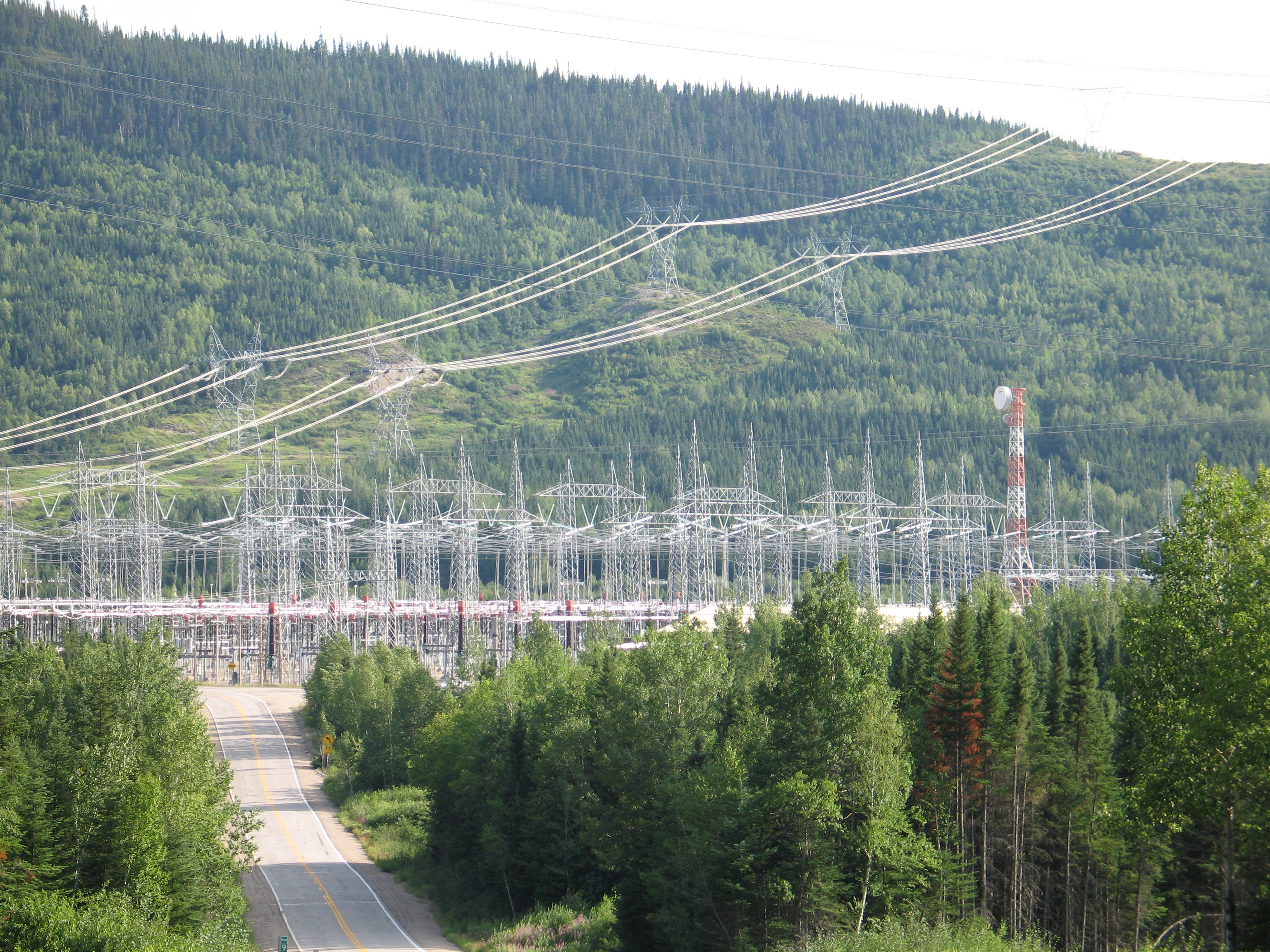
La subestació de Micoua en la costa Nord del Quebec. La subestació és un dels hubs de transmissió de TransÉnergie.

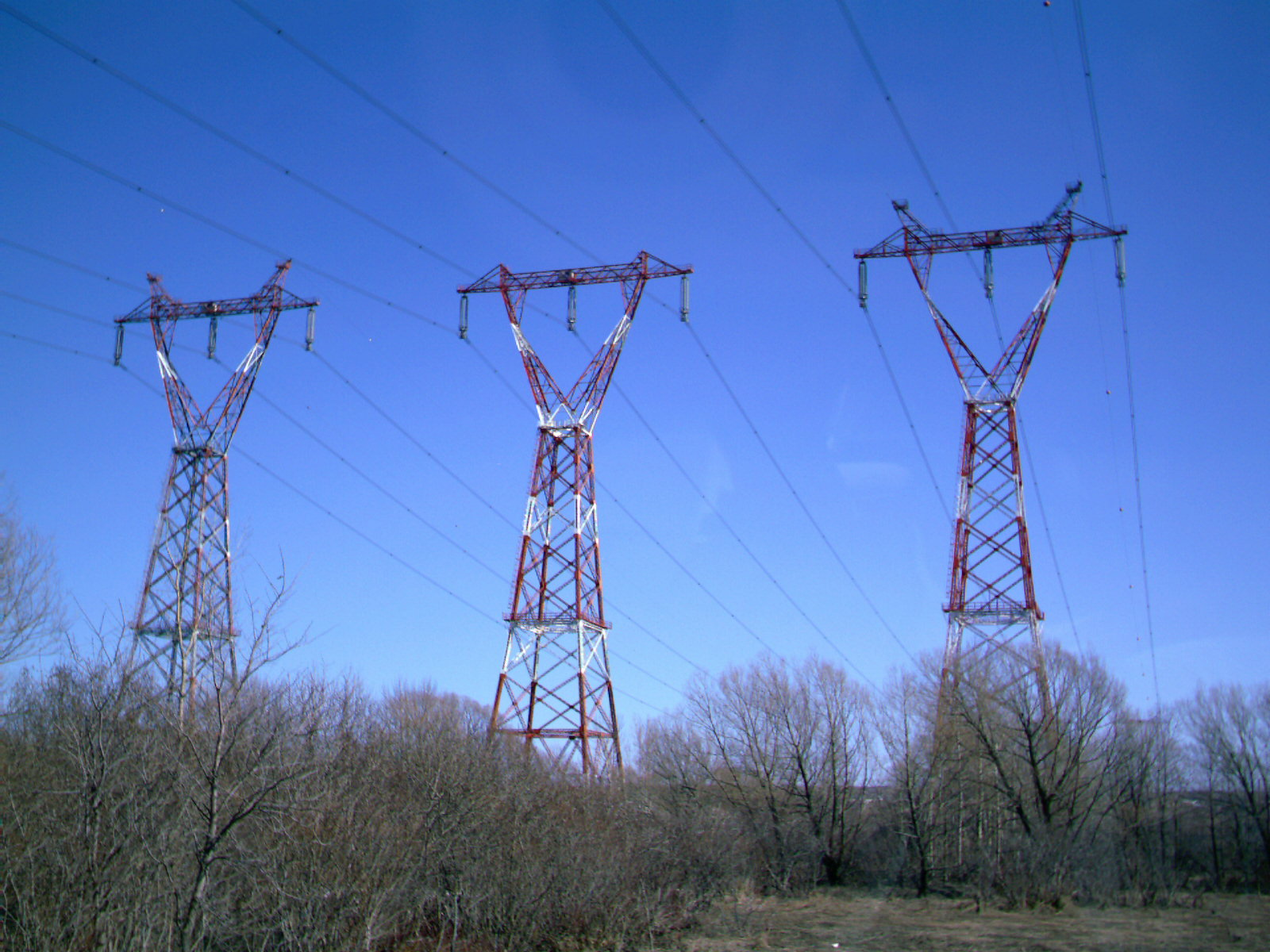
Torres triple de 735 kV a Mae West en els límits de Boischatel / L'Ange-Gardien, en la ruta 138 a l'Est de la Ciutat de Quebec, les línies creuen el riu St. Lawrence al Sud amb direcció a Île d'Orléans.

### Torres elèctriques

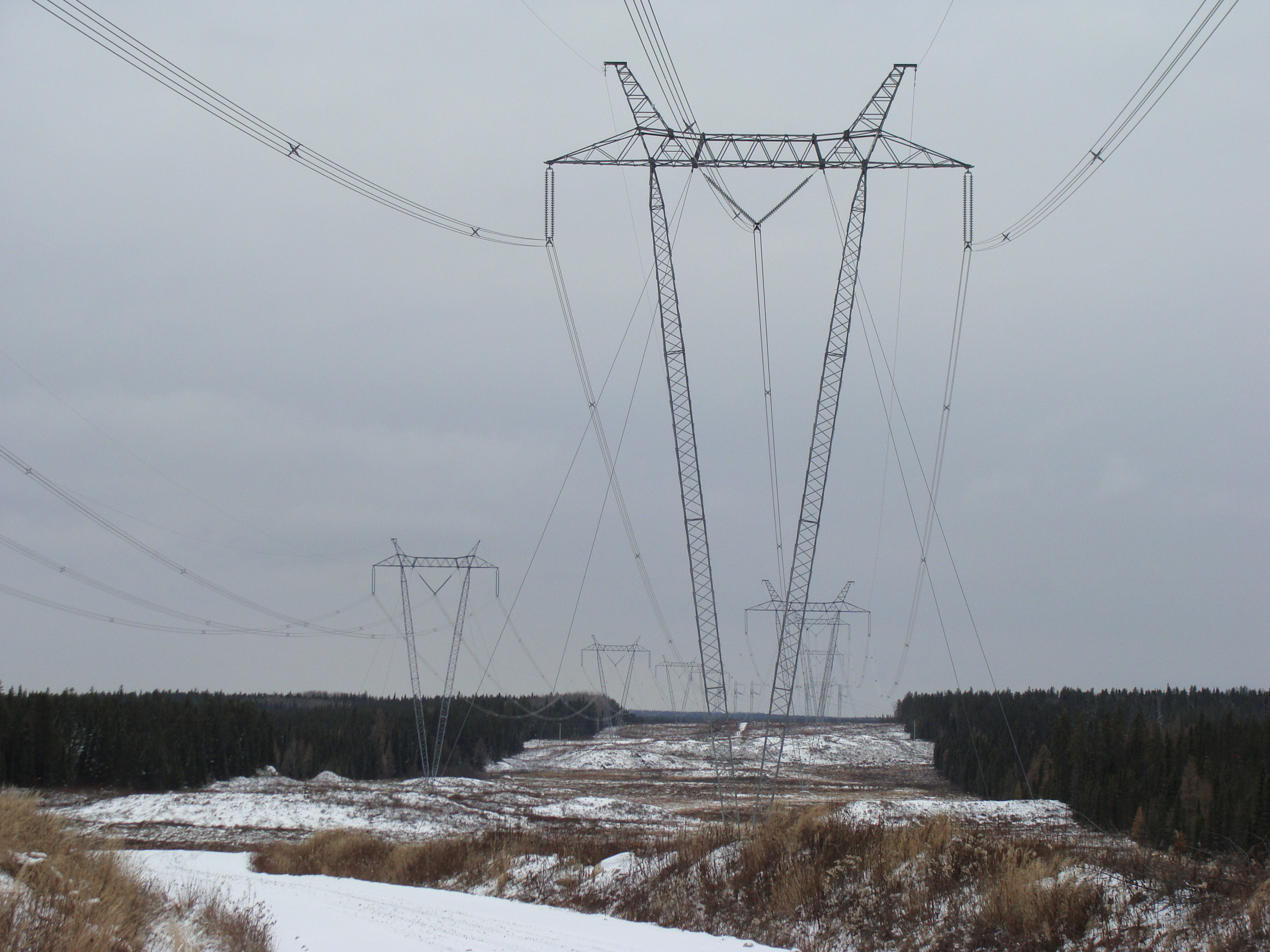
Una sèrie de torres atirantades en V prop de Chapais, Québec

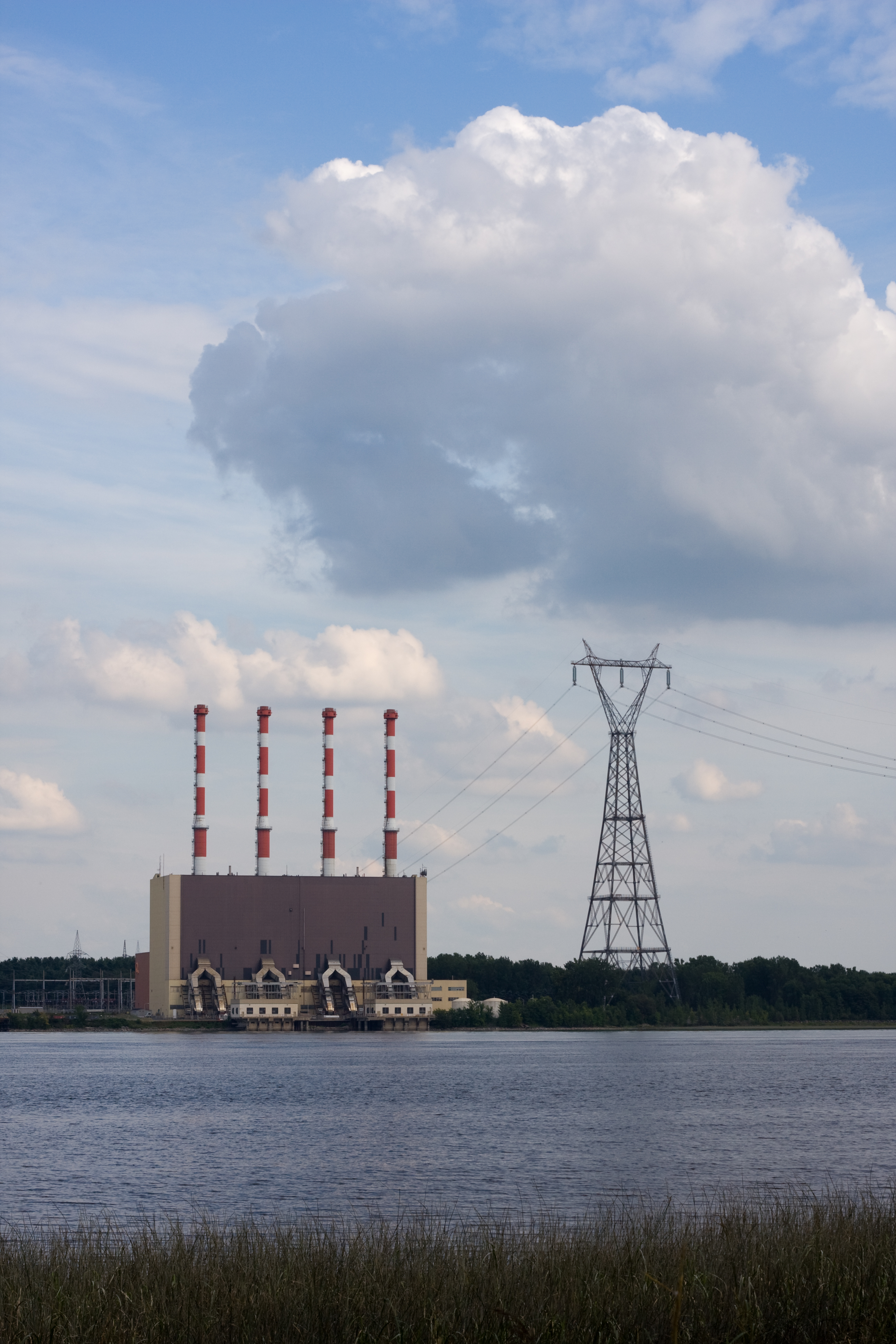
Una torre de 174,6 metres adjacent a l'actualment donada de baixa l'estació elèctrica Tracy d'Hydro-Québec.

### Interconnexions

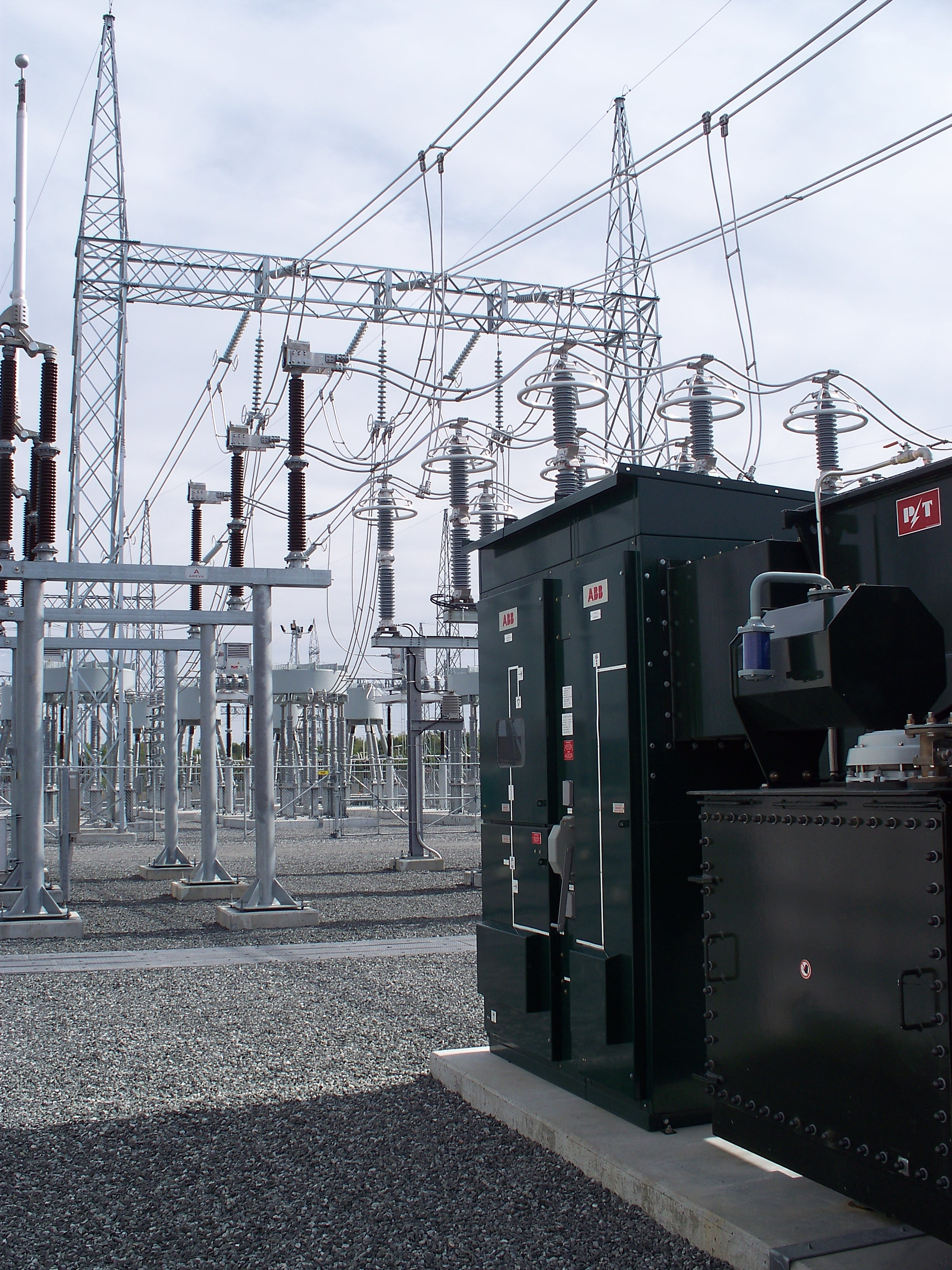
La subestació Outaouais, la més nova de les 19 interconnexions entre la xarxa d'Hydro-Québec i les xarxes d'energia veïnes.